# Last Breath
Pour plus de détails, voir Fiche technique et Distribution.
Last Breath ou Prisonnier des abysses au Québec est un film américano-britannique réalisé par Alex Parkinson et sorti en 2025. Il s'agit d'une adaptation en fiction du documentaire Le survivant des abysses (Last Breath, 2019) de Richard da Costa et Alex Parkinson, revenant sur l'accident de plongée de Chris Lemons en 2012.

## Synopsis
Alors qu'il est à 100 mètres sous la mer du Nord, le plongeur Chris Lemons se retrouve avec seulement 5 minutes de gaz respiratoire.

## Fiche technique
Sauf indication contraire, les informations mentionnées dans cette section peuvent être confirmées par la base de données cinématographiques IMDb,  présente dans la section « Liens externes ».
- Titre original : Last Breath
- Titre québécois : Prisonnier des abysses[1]
- Réalisation : Alex Parkinson
- Scénario : Mitchell LaFortune, Alex Parkinson et David Brooks, d'après le documentaire Le survivant des abysses (Last Breath) de Richard da Costa et Alex Parkinson
- Musique : N/A
- Décors : Grant Montgomery
- Costumes : Vanessa Loh
- Photographie : Nick Remy Matthews
- Montage : Tania Goding
- Production : David Brooks, Paul Brooks, Norman Golightly, Stewart Le Marechal, Anna Mohr-Pietsch, Al Morrow, Jeremy Plager et Hal Sadoff

Producteurs délégués : Alastair Burlingham, Dan Clifton, Mitchell LaFortune, Danny Mandel et Alex Parkinson
- Sociétés de production : Dark Castle Entertainment, Longshot Film Studios et MetFilm Production
- Sociétés de distribution : Focus Features (États-Unis), Entertainment Film Distributors (Royaume-Uni), Universal Pictures International
- Budget : N/A
- Pays de production :  Royaume-Uni,  États-Unis
- Langue originale : anglais
- Format : couleur
- Genre : thriller, survie
- Date de sortie[2] :
  - États-Unis : 28 février 2025

## Distribution
- Woody Harrelson : Duncan Allcock
- Simu Liu : David Yuasa
- Finn Cole : Chris Lemons
- Cliff Curtis
- Djimon Hounsou

## Production
En mai 2022, il est annoncé qu'Alex Parkinson va réaliser un long métrage de fiction inspiré de son propre documentaire, Le survivant des abysses (Last Breath), sorti en 2019 et coréalisé par Richard da Costa. Celui-ci racontait l'histoire et l'accident de plongée en saturation de Chris Lemons survenu en 2012. Woody Harrelson, Simu Liu et Djimon Hounsou alors annoncé dans les rôles principaux.
Le tournage débute à Malte en mai 2023. Les prises de vues se déroulent également en Écosse.

## Sortie
En mai 2024, Focus Features acquiert les droits de distribution pour différents pays et régions (États-Unis, France, Scandinavie, Australie, Nouvelle-Zélande, ainsi que plusieurs pays asiatiques). La sortie américaine de Last Breath est fixée au 28 février 2025.